# Community Cards

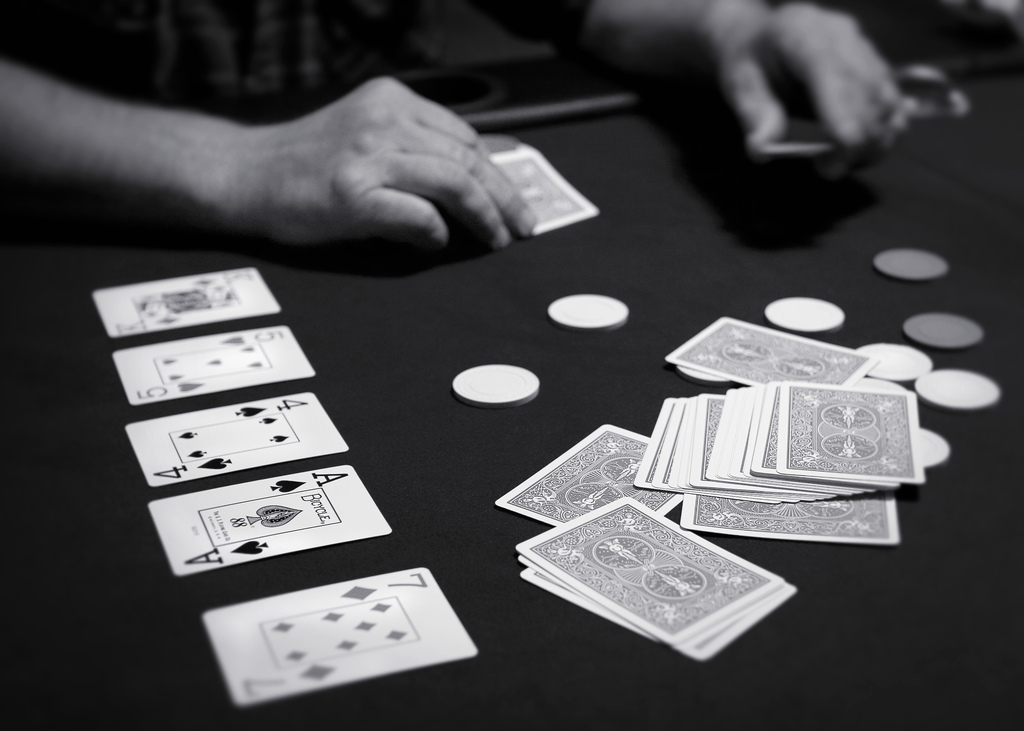
Die Gemeinschaftskarten liegen offen auf dem Tisch

Community Cards (auch Gemeinschaftskarten oder Board Cards) sind in den Poker-Varianten Texas Hold’em und Omaha Hold’em die Karten, die alle Spieler nutzen können.
Jeder Spieler erhält zunächst eine bestimmte Anzahl von so genannten Hole Cards. Nach einer Setzrunde kommen die ersten drei Karten in Form des Flop in die Mitte. Danach folgen Turn und River. Diese fünf Karten bilden zusammen die Gemeinschaftskarten. Das Besondere daran ist, dass jeder Spieler diese Karten zu seinen eigenen Karten dazu zählen kann, um daraus eine Hand zu bilden. Aus den verschiedenen Händen der einzelnen Spieler wird dann die beste Kombination ermittelt. Die Hände werden dabei nach den Pokerregeln bewertet.
Für Anfänger ist dabei gewöhnungsbedürftig, wie sich das auswirkt. Haben bei Texas Hold’em beispielsweise zwei Spieler K 3 und 9 9 bei einem Flop von A A 3 auf der Hand, so führt das Neunerpaar mit den höheren zwei Paaren (Asse und Neunen). Kommen aber jetzt in Turn und River noch zwei Zehnen, verändert sich die Reihenfolge. Das Neunerpaar ist genau wie das Dreierpaar nichts wert, der König gewinnt durch den besseren Kicker gegenüber der 9. 
In seltenen Fällen kann es auch beim Stud zu einer Gemeinschaftskarte kommen. Diese wird auch Common Card genannt.

## Besonderheiten der einzelnen Spielstufen

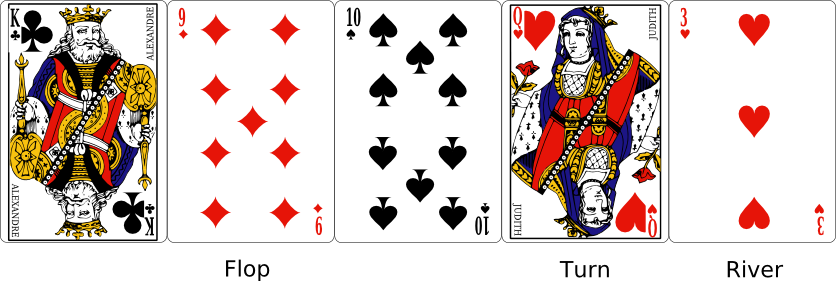
Beispielbild mit König, 9 und 10 im Flop; Dame im Turn; 3 im River

### Flop
Durch das Aufdecken der drei Flop-Karten kann sich das Spielgeschehen stärker ändern als durch irgendeine andere Spielsituation.
Wenn ein Spieler durch den Flop eine bestimmte Hand „trifft“, so wird das mit einem „Der Spieler floppt ...“ bezeichnet. Hält der Spieler nach dem Flop z. B. eine Straight sagt man „Der Spieler floppt eine Straight.“

### Turn
Der Turn wird für gewöhnlich als Zwischenstufe im Pokerspiel gewertet. Nach dem Turn hat ein Spieler jedoch nur noch eine geringe Wahrscheinlichkeit (Odds), eine gewünschte Karte zu treffen. Wenn ein Spieler nach dem Turn eine bestimmte Hand hält, so wird das mit einem Auf dem Turn kommt die ... oder einem Auf dem Turn hält der Spieler... bezeichnet. Zeigt der Turn z. B. eine Dame, sagt man Auf dem Turn kommt eine Dame.
Der Turn wird ugs. auch Fourth Street genannt.

### River
Auch bei Seven Card Stud wird der Begriff River benutzt. Es handelt sich um die fünfte verdeckt ausgeteilte Karte. Mit dem Flop und Turn wurden zuvor bereits vier Karten ausgeteilt.
Nach dem River gibt es für keinen Spieler eine Chance mehr, seine Hand zu verbessern. Ein Anfänger- und Flüchtigkeitsfehler ist es deshalb häufig, nach dem Offenlegen der River-Karte die eigenen Hole Cards aufzudecken, es folgt aber noch eine letzte Bietrunde. Selbst wenn die Hand durch diesen Fehler nicht verloren geht, weil z. B. ein Bluff auffliegt, führt es zu Verringerung des möglichen Gewinns, da die unterlegenen Hände nun aussteigen und der Pot nicht weiter gefüllt wird.